# Apate (geslacht)
Apate is een geslacht van kevers uit de familie boorkevers (Bostrichidae).

## Soorten
Deze lijst van 36 stuks is mogelijk niet compleet.
- A. approximate (Dupont in Dejean, 1833)
- A. armata (Dejean, 1833)
- A. barbata (Melsheimer, 1806)
- A. bicolor (Fahraeus, 1871)
- A. bilabiata (Lesne, 1909)
- A. cephalotes (Olivier, 1790)
- A. coenobita (Dejean, 1833)
- A. cribraria (Dejean, 1833)
- A. degener (Murray, 1867)
- A. ecomata (Lesne, 1929)
- A. geayi (Lesne, 1907)
- A. gysselenii (Dejean, 1833)
- A. hamaticollis (Dejean, 1833)
- A. indistincta (Murray, 1867)
- A. lignicolor (Fairmaire, 1883)
- A. monachus (Fabricius, 1775)
- A. nana (Dejean, 1833)
- A. niger (Melsheimer, 1806)
- A. perforata (Schonherr in Dejean, 1833)
- A. perniciosa (Gistel, 1857)
- A. perplexa (Dejean, 1833)
- A. quadrispinosa (Dejean, 1833)
- A. raricoma (Lesne, 1924)
- A. reflexa (Lesne, 1909)
- A. rufescens (Dejean, 1833)
- A. ruficornis (Dejean, 1833)
- A. scoparia (Lesne, 1909)
- A. striatus (Melsheimer, 1806)
- A. subcalva (Lesne, 1923)
- A. subdentata (Dejean, 1833)
- A. submedia (Walker, 1858)
- A. substriata (Gysselen in Dejean, 1833)
- A. terebrans (Pallas, 1772)
- A. thoracicornis (Dejean, 1833)
- A. tuberculosa (Gistel, 1848)
- A. westermanni (Dejean, 1833)